# 세양사
세양사는 충청남도 부여군 충화면 지석리에 있는 건축물이다.  2012년 8월 28일 부여군의 향토문화유산 제116호로 지정되었다.

## 개요
여산송씨 지산공파 문중중심 사우로 조선중기의 문신인 화강 송영귀와 신암 송윤선을 배양한 사당으로 1958년 신축하였다. 정면 3칸, 측면 3칸의 1고주 5량집 구조이며, 지붕은 겹처마 팔작지붕으로 되어 있다. 삼문은 정면 3칸 측면 1칸의 솟을삼문이며, 3량의 가주구조를 가진 홑처마 맞배집이다. 사당은 신축당시의 건축양식을 잘 반영하고 있고 사당건축물로써의 격식이 잘 나타나고 있다.